# Cejas Rojas
Los Cejas Rojas, también llamados Chimei (« cejas rojas », chino : 赤眉) es un término en China que designa las revueltas campesinas que se desarrollaron a partir del año 17, en el curso de las cuales, los amotinados se teñían las cejas en rojo para reconocerse entre ellos. Efectivamente, la incompetencia del usurpador Wang Mang y su régimen, en particular en lo relativo a la puesta en obra de su reforma agraria, juntada a una grave inundación de Río Amarillo, provocaron numerosas revueltas. Estas revueltas terminaron por el restablecimiento de la dinastía de los Han, bajo el nombre de Dinastía Han oriental (capital Luoyang) a partir del año 25.

## Desarrollo

### Revueltas campesinas múltiples
El desbordamiento de Río Amarillo y el caos asociado hacen migrar a la población campesina en la oposición, porque los campesinos creen que este caos prueba que Wang Mang ha perdido el « mandato del Cielo » para gobernar. Los campesinos, supersticiosos, son animados a amotinarse por la nobleza y los comerciantes, descontentos con las reformas.
También, hacia 17, se constituyen otros ejércitos. Se pueden anotar insurrecciones campesinas de los Chìméi (赤眉, Cejas Rojas) hacia la costa Este (Shangdong, Jiangsu), que se organizan para saquear. Los Lülín igualmente (綠林兵, ejército de los « Verdes Bosques » ) se amotinan al sur (Henan, Hubei). 
Pero los señores de la antigua familia imperial Liú (chino tradicional : 劉, chino simplificado : 刘) constituyen igualmente ejércitos, y se afirman como los defensores del orden, partidarios de una restauración de la dinastía Han. Es el caso de los hermanos Liú Yǎn (chino tradicional : 劉縯, chino simplificado : 刘演) y Liu Xiu (chino tradicional : 劉秀; chino simplificado : 刘秀), al sur de la capital (sur del Henan).

### Caída de Wang Mang
Estas revueltas acaban por agotar las fuerzas del régimen de Wang Mang, y permiten a la revuelta de las Lülin derrocar a Wang Mang y apoderarse del poder. El jefe de la revuelta Lüling, Liu Xuan sube entonces brevemente al trono con el nombre de emperador Gengshi. 
Después de que los Cejas Rojas derrocan al emperador Gengshi, colocan en el trono a un emperador fantoche, descendiente de los Han, el emperador Liu Penzi. Pero la propia incompetencia de los Chìméi para administrar los territorios que habían conquistado conlleva una revuelta popular que los obliga a retirarse.

### Restablecimiento de los Han
Cuando Liu Xiu, que acaba de fundar la dinastía de los Han orientales bajo el nombre de emperador Guāngwǔ, (chino : 光武帝, pinyin : Guāngwǔ Dì) les cierra el camino, se rinden a él.
El emperador Guangwǔ sabe entonces llevar una política de perdón de los rebeldes, que permitirá reunificar el resto del imperio en algunos años. El emperador fantoche de los Chìméi será descartado, y una amnistía general proclamada.